# Grupo Reforma
El Grupo Reforma es una empresa periodística mexicana que publica diariamente 9 periódicos en 4 ciudades, incluyendo los tres más importantes en las tres ciudades más grandes del país. La circulación promedio que tienen estos periódicos es de 661 211 ejemplares de lunes, martes, miércoles, jueves y sábado; 698 005 los viernes y 671 393 los domingos.

## Publicaciones
| Nombre   | Zona(s)                                                    | Tiraje promedio |
| -------- | ---------------------------------------------------------- | --------------- |
| Metro    | Ciudad de México; Estado de México; Guadalajara; Monterrey | 531 366         |
| El Norte | Monterrey, Nuevo León                                      | 154 235         |
| Reforma  | Ciudad de México                                           | 117 137         |
| Mural    | Guadalajara, Jalisco                                       | 48 890          |

## Historia[2]
La empresa fue fundada por Celedonio Junco de la Vega González en 1922, como el editorialista del primer periódico fundado, El Porvenir, el cual se publicó desde enero hasta el mes de abril del mismo año; cuando Rodolfo Junco de la Vega Voigth (el hijo de Celedonio) fundó el diario vespertino El Sol, tras haber estado en Estados Unidos. Con María Teresa Gómez (esposa de Rodolfo) y los recursos de la familia Martínez Echartea, se logran cimentar las instalaciones del periódico.
Los cambios políticos en México durante los años 30 dificultaron el progreso de la empresa, por lo que Rodolfo pidió ayuda a Luis G. Sada, entonces figura del Grupo Industrial; quien le apoyó formando un nuevo periódico en edición matutina para funcionar como foro para la gente del norte, de donde vendría el nombre: El Norte. Esta publicación apareció el 15 de septiembre de 1938, en una edición de ocho páginas, con un costo de cinco centavos, en un tiraje de 15 mil ejemplares. Los 25 anuncios pagados publicados en su primer número auguraban buen futuro, aunque las ventas tardaron en llegar. Al morir Celedonio Junco de la Vega el 3 de febrero de 1948 a los 84 años de edad, el control de la empresa fue tomado por Rodolfo Junco de la Vega Voigth (1895-1983). Para la continuidad, se relata que logró colocar anuncios comerciales traídos del sur de Texas, gracias a lo cual el periódico continuó vigente.
En el año 1973, Alejandro, arrebató el control de las acciones a su padre Rodolfo Junco de la Vega Gómez (1922-2020). Dichas acciones no eran denominativas sino al portador.
En 1990 se fundó Infosel, empresa dedica a servicios de información en tiempo real, y más recientemente a diversos servicios relacionados con Internet, que sería vendida en el año 2000 al grupo Telefónica de España. Bajo su dirección El Norte ha recibido diversos reconocimientos al Mérito Periodístico, tanto nacionales como internacionales.
En 1990 Alejandro Junco de la Vega Elizondo (1948) se inicia en un nuevo proyecto, el periódico Reforma. Su intención de abrir un diario en la Ciudad de México no fue bien acogida por la competencia, además de recibir augurios de fracaso por intentar incursionar en la Zona Metropolitana Mexicana. Pese a ello, Reforma nació en noviembre de 1993. Aunque se estimaba un tiraje con 35 000 ejemplares de 12 páginas, al final del primer año se habían lanzado 100 000 ejemplares de 84 páginas. Gracias a su decisión de publicarse incluso en los días festivos, el 1 de enero de 1994, día de la aparición pública del Ejército Zapatista de Liberación Nacional, Reforma pudo informar de este evento. A partir de este año, se han abierto León y Guadalajara. Bajo el periódico Reforma se ha formado el grupo del mismo nombre, que incluye otras cabeceras del país. En octubre de 1997 fundó el periódico Palabra, en Saltillo, Coahuila, (que cerró el 2 de diciembre de 2008) y el 20 de noviembre de 1998 creó Mural en Guadalajara, Jalisco. En la actualidad posee también el periódico Metro con ventas en Monterrey, Guadalajara, Toluca, Puebla y Ciudad de México.

## Controversias
El 10 de septiembre del 2010, Grupo Reforma fue duramente criticado por Televisa en noticieros y programas, debido a la polémica Ley Televisa, la cual ofrecía sin costo a las televisoras privadas el uso del espectro radioeléctrico de televisión. Apenas tres días después, Grupo Televisa acusó a Carmen Aristegui de defender la publicación en diarios del Grupo Reforma de anuncios clasificados de servicios sexuales, argumentando que los anuncios «a todas luces involucran trata de personas», declarando que la empresa ejecutaba la doble moral al también denunciar la trata de personas. Sin embargo, Grupo Reforma también informó que los impresos de Televisa incluyen en demasía este tipo de anuncios en sus páginas. Incluso, Carmen Aristegui declaró que las únicas intenciones de Televisa eran dañar a la empresa. Como respuesta al insulto de Televisa, la empresa no firmó ningún acuerdo para exhibir en sus páginas información sobre Iniciativa México, al igual que MVS Comunicaciones, La Jornada, Revista Proceso, y todas las publicaciones de la Universidad Nacional Autónoma de México en el 2011